# Chirodactylus grandis
Chirodactylus grandis is een straalvinnige vissensoort uit de familie van morwongs (Cheilodactylidae). De wetenschappelijke naam van de soort werd voor het eerst geldig gepubliceerd in 1860 door Albert Günther.